# 青珈波灰蝶
青珈波灰蝶（學名：Catochrysops panormus），又名 藍珈灰蝶、淡青長尾波紋小灰蝶、長尾波灰蝶、長尾波紋灰蝶。是一種小型蝴蝶，分布範圍從印度延伸至菲律賓，並向南至澳洲，屬於灰蝶科家族。此物種最初由卡耶坦·費爾德於1860年描述。

## 亞種
- C. p. batchiana Tite, 1959 –巴占群島、哈馬黑拉島、奧比島
- C. p. caerulea Tite, 1959 –新赫布里底群島
- C. p. caledonica Felder –羅雅提群島
- C. p. exiguus (Distant, 1886) –印度、[2]蘇門答臘、臺灣、中國南部雲南
- C. p. panormus –斯里蘭卡、中南半島
- C. p. papuana Tite, 1959 –阿魯、西巴布亞、巴布亞、俾斯麥群島
- C. p. platissa (Herrich-Schäffer, 1869) –托雷斯海峽群島、澳洲北部－新南威爾斯（拜倫灣）
- C. p. pura Tite, 1959 –索羅門群島（不包括倫內爾島）
- C. p. rennellensis Howarth, 1962 –倫內爾島
- C. p. timorensis Tite, 1959 –帝汶、韋塔島、Kissar

在印度出現的亞種有：
- C. p. exiguus Distant, 1886
- C. p. andamanica Tite, 1959

## 描述
本種為中型灰蝶，具雌雄二型性。體背呈黑褐或暗褐帶藍色光澤，腹面白色。複眼密被毛，觸角黑褐具白環，下唇鬚前伸，白色但背面為褐色。足白色帶褐紋，前足跗節雄蝶癒合、雌蝶不癒合，末端尖銳。
前翅長12-18 mm，呈三角形，外緣與前緣略呈弧形；後翅葉狀，CuA2脈末端具絲狀尾突。雄蝶翅背面亮藍色，後翅CuA1室末端具黑褐斑點；雌蝶翅背面底色黑褐，內側有藍色斑塊，亞外緣具白色線紋，CuA1室具黑斑並冠橙色弦月紋。
翅腹面底色多為灰白或淺褐色，中央及中室末端有鑲白邊暗色帶紋，前翅R1與R3室各有小點，後翅基部具三枚暗斑。亞基部多點斑分布，亞外緣有雙道暗色帶紋與白線紋構成的帶紋列。後翅CuA1室具黑斑與橙黃色弦月紋，臀區亦具黑斑與橙紋。緣毛白色混褐色。

## 分佈
廣泛分布於斯里蘭卡、印度、中南半島、東南亞、華南及臺灣。
在臺灣主要見於低海拔地區，但北部較少，亦分布於綠島、蘭嶼和龜山島。

## 棲地
出現在有幼蟲寄主植物生長或栽種的地區，一年可有多世代，成蝶會訪花。幼蟲以豆科植物如山葛、小槐花等的花苞和花為食。